# Romagne-sous-Montfaucon
Romagne-sous-Montfaucon is een gemeente in het Franse departement Meuse (regio Grand Est) en telt 165 inwoners (1999).
De plaats maakt deel uit van het kanton Clermont-en-Argonne in het arrondissement Verdun. Tot 1 januari 2015 was het deel van het kanton Montfaucon-d'Argonne, dat op die dag werd opgeheven.
In Romagne-sous-Montfaucon bevinden zich een Amerikaanse en Duitse militaire begraafplaats en de collectie Romagne '14-'18.

## Geografie
De oppervlakte van Romagne-sous-Montfaucon bedraagt 16,1 km², de bevolkingsdichtheid is 10,2 inwoners per km².
De onderstaande kaart toont de ligging van Romagne-sous-Montfaucon met de belangrijkste infrastructuur en aangrenzende gemeenten.

## Demografie
Onderstaande figuur toont het verloop van het inwonertal (bron: INSEE-tellingen).

## Documentatie
Over Romagne tijdens de Eerste Wereldoorlog verscheen het fotoboek Les Secrets de Romagne '14-'18. (Geldrop: Trench Publications, 2014.) De Nederlandse fotograaf Marco Magielse voorzag zijn foto's van bijschriften in het Frans, Engels en Nederlands.